# Bernardo Rategno
Bernardo Rategno (o Retegno, a volte indicato anche come Bernardo da Como; 1450 circa – 1511/1515) è stato un predicatore italiano, inquisitore domenicano attivo nella diocesi di Como tra il XV e XVI secolo, e autore, tra le altre cose, di un manuale per inquisitori che ebbe grande diffusione.

## Biografia
Non si conoscono dati certi né sulla sua nascita né sulla sua morte. Si presume sia nato attorno alla metà del XV secolo, verosimilmente in quella che oggi è la frazione di Retegno nel comune di Schignano, nella provincia di Como.
La sua formazione giuridica e canonica è nota solo per accenni. Nel 1470 fu mandato a studiare a Pavia dai suoi superiori. Nel 1474 fu lettore di sententiae presso il Sacro Palazzo a Roma.

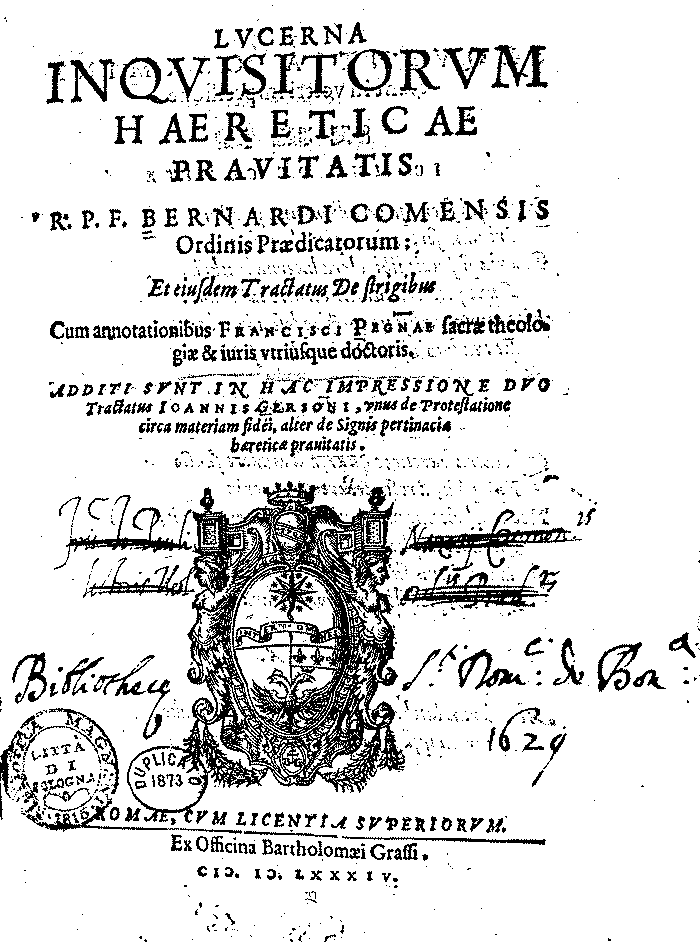
Frontespizio dell'edizione del 1584 della Lucerna inquisitorum.

Nel 1479 era nell’Ordine dei Frati domenicani presso il convento di San Domenico a Bologna per poi passare pochi anni dopo a Como in quello di San Giovanni Pedemonte. Si spostò poi tra i conventi di Modena, Faenza e Cremona, occupando varie cariche di governo, per poi fare ritorno a Como nel 1505, dove fu nominato inquisitore. Il 30 agosto 1506 il Consiglio generale di Chiavenna chiese il suo intervento per combattere l’eresia. Rategno operò anche a Berbenno e Ponte in Valtellina. Rategno si mostrò all’altezza dell’efficienza e spesso efferatezza dei suoi predecessori. Nel 1513 nel territorio di Como furono bruciate più di 60 persone. L’anno seguente il numero salì a 300. Diffusa era la credenza che le streghe spiccassero il volo assieme al Diavolo per poi riunirsi assieme a lui in un sabba in mezzo al bosco.
Al Rategno sono attribuite diverse opere, due delle quali sicuramente scritte da lui: il trattato giuridico Lucerna inquisitorum haereticae pravitatis e il trattato De strigibus (in altre fonti De strigiis), in appendice alla Lucerna. Quest’ultimo, più breve e semplice rispetto alla Lucerna, è un trattato, redatto verosimilmente nel 1508, in cui Rategno cerca di confutare le tesi di coloro sono scettici riguardo alla veridicità dei voli notturni delle streghe, nonché contiene alcuni elementi utili al fine del riconoscimento di una strega. L’opera riscosse un certo successo, venendo ristampata più volte, tanto da diventare testo di riferimento tra i più radicali demoniologi europei.
Morì probabilmente a Como tra il 1511 e il 1515, in quanto quest’ultima data è riportata da Leandro Alberti nella sua opera De viris illustribus ordinis Praedicatorum.